# Condado de Wheeler (Texas)
O Condado de Wheeler é um dos 254 condados do estado norte-americano do Texas. A sede do condado é Wheeler, e sua maior cidade é Wheeler.
O condado possui uma área de 2 371 km² (dos quais 3 km² estão cobertos por água), uma população de 5 284 habitantes, e uma densidade populacional de 2 hab/km² (segundo o censo nacional de 2000).
O condado foi criado em 1876.